# トマ・ジュニア・ポポフ
トマ・ジュニア・ポポフ（英語: Toma Junior Popov、1998年9月29日 - ）は、フランスの男子バドミントン選手。2017年のヨーロッパジュニア三冠王者。
3歳年下の弟にクリスト・ポポフがいる。

## 経歴
2017年にヨーロッパジュニア選手権で３種目制覇を達成した。
2021年、スペイン・マスターズでは、決勝でインドネシアのチコ・アウラ・ドゥウィ・ワルドヨを破って優勝した。
同年と翌年のオルレアン・マスターズで2連覇を達成した。
2023年のヨーロッパ競技大会では、準決勝でビクター・アクセルセンに敗れ銅メダルを獲得した。